# 芒廷城 (喬治亞州)
芒廷城（英語：Mountain City）是一個位於美國喬治亞州雷本縣的城鎮。

## 地理
芒廷城的座標為34°55′03″N 83°23′06″W / 34.91750°N 83.38500°W，而該地的平均海拔高度為1005米（即3297英尺）。

## 人口
根據2010年美國人口普查的數據，芒廷城的面積為4.60平方千米，當中陸地面積為4.60平方千米，而水域面積為0.00平方千米。當地共有人口1088人，而人口密度為每平方千米237人。